# Czerniawka (Basses-Carpates)
Pour les articles homonymes, voir Czerniawka.
Czerniawka est une localité polonaise de la gmina de Laszki, située dans le powiat de Jarosław en voïvodie des Basses-Carpates.